# At the gate
At the gate is een studioalbum en conceptalbum van Glass Hammer.

## Inleiding
At the gate is het derde deel van een trilogie met als voorgangers Dreaming city en Skallagrim - Into the breach. In navolging van dat laatste album bevat het album meer muziek in de trant van Rush dan Yes, zelfs daar waar Jon Davison (die bij Yes zong) de eerste stem voert. Door de recensent van Progwereld wordt gewezen op de stevige klank van het album, waarbij Deep Purple en Led Zeppelin worden aangehaald als voorbeeld. Andere fragmenten vertonen gelijkenis met Queen en Tangerine Dream (elektronische fragmenten). De drie albums zijn gebaseerd op een verhaal van Babb.

## Musici
- Steve Babb – basgitaar, toetsinstrumenten, eerste stem, achtergrondzang
- Fred Schendel – toetsinstrumenten, gitaren, achtergrondzang
- Aaron Raulston – drumstel
- Hannah Pryor – zang

Met
- John Beagly – zang (The years roll by en It’s love)
- Jon Davison – zang (Standing at the gate)
- Reese Boyd – gitaar (All for love en Snowblind girl)

## Muziek
| Nr. | Titel                                               | Duur  |
| --- | --------------------------------------------------- | ----- |
| 1.  | The years roll by (Babb, Schendel)                  | 7:37  |
| 2.  | Savage (Babb, Schendel)                             | 6:25  |
| 3.  | North of north (Babb, Schendel)                     | 4:28  |
| 4.  | All alone (Babb, Schendel)                          | 6:03  |
| 5.  | All for love (Babb, Schendel)                       | 6:55  |
| 6.  | Snowblind girl (Babb, Schendel)                     | 7:42  |
| 7.  | Standing at the gate (of Zagzagel) (Babb, Schendel) | 5:02  |
| 8.  | In the shadows (Babb, Schendel)                     | 3:41  |
| 9.  | It’s love (Babb, Schendel)                          | 13:29 |